# Chicago State Cougars

Emil and Patricia Jones Convocation Center.

Chicago State Cougars (en español: Pumas de la Estatal de Chicago) es la denominación de los equipos deportivos de la Universidad Estatal de Chicago, institución académica ubicada en Chicago, Illinois. Los Cougars participan en las competiciones universitarias organizadas por la NCAA, y forman parte de la Northeast Conference desde 2024.

## Programa deportivo
Los Cougars compiten en 6 deportes masculinos y en 7 femeninos:
| Masculino: - Baloncesto - Campo a través - Atletismo - Béisbol - Tenis - Golf | Femenino: - Baloncesto - Campo a través - Atletismo - Fútbol - Tenis - Golf - Voleibol |

## Instalaciones deportivas
- Emil and Patricia A. Jones Convocation Center es el estadio donde disputan sus partidos los equipos de baloncesto. Fue inaugurado en 2007 y tiene una capacidad para 7.000 espectadores.[1]
- Jacoby D. Dickens Center es el estadio donde disputan sus partidos los equipos de voleibol. Fue inaugurado en 1971 y tiene una capacidad para 2.500 espectadores.[2]
- Cougar Stadium, es el estadio donde disputan sus encuentros el equipo de béisbol. Se inauguró en 2013 y costó 2,5 millones de dólares.[3]